# جی جکسون (مجری)
جی جکسون (انگلیسی: Jay Jackson؛ ‏ ۴ نوامبر ۱۹۱۸ – ۱۶ اوت ۲۰۰۵) بازیگر، مجری و گویندهٔ رادیو و صداپیشه اهل ایالات متحده آمریکا بود.
وی مجری یک مسابقهٔ محبوب بیست‌سؤالی در شبکهٔ اِی‌بی‌سی و در دههٔ ۱۹۶۰ میلادی، راوی یک مجموعه دربارهٔ لورل و هاردی و همچنین فیلم مستند ۴ دلقک بود.